# Nachtzug nach Lissabon
Nachtzug nach Lissabon (Comboio Noturno para Lisboa, em Portugal; Trem Noturno para Lisboa, no Brasil) é um romance filosófico de Pascal Mercier (pseudónimo de Peter Bieri) publicado em 2004. Narra a viagem em busca de si mesmo que Raimund Gregorius, um professor suíço de literatura clássica, faz para Lisboa depois de ler o instigante livro Um Ourives das Palavras, de Amadeo de Ameida Prado, médico português que viveu durante o período ditatorial do Estado Novo de António de Oliveira Salazar. Prado é um pensador cuja mente ativa se torna evidente numa série de reflexões coligidas e lidas por Gregorius.

## Sinopse
Tudo começa numa manhã chuvosa. Raimund Gregorius, um professor de literatura clássica, caminha em direção ao seu trabalho em Berna, Suíça, quando se depara com uma jovem angustiada que se encontra no alto da ponte e ele evita que ela se precipite nas águas do rio. A moça sem rumo pede para segui-lo. Ele a leva para a sala de aula mas a angústia dela era tanta que ela sai deixando para trás o seu casaco. No bolso do casaco, o livro Um Ourives das Palavras, de Amadeo de Almeida Prado, poeta português que viveu durante a ditadura de Salazar, e, entre as páginas do livro, um bilhete de trem para Lisboa. Este episódio marca o início de uma narrativa que o leva a encontrar na leitura do livro respostas aos questionamentos que ele sempre fez ao longo da vida. Ele entra num comboio para Lisboa atrás deste autor, sem saber que este autor tinha morrido 30 anos antes, em 1975, em plena ditadura de Salazar. Esta busca por respostas é uma descoberta do outro e uma descoberta de si próprio.

## Personagens
Raimund Gregorius
Personagem principal, Gregorius, docente num colégio suíço, abandona o colégio e viaja para Lisboa após ler páginas do livro de Amadeo de Almeida Prado, que viveu durante a ditadura estabelecida em Portugal por Salazar em 1933 e que terminou em 1974.
Amadeo de Almeida Prado
Médico, filho de um juiz membro do Supremo Tribunal de Justiça de Portugal, fortemente influenciado pela situação de opressão que o rodeava, Amadeo se juntou ao movimento de resistência a Salazar, e, denotando grande interesse pela literatura, redigiu anotações que sua irmã Adriana veio depois a publicar no livro Um Ourives das Palavras.

## Temas abordados
Comboio Noturno para Lisboa (Trem Noturno para Lisboa) faz reflexões sobre as ideias de Gregorious e as explorações filosóficas contidas no Diário de Prado. Epígrafos incluem Ensaios, livro segundo – Da inconstância das nossas ações, de Michel de Montaigne, e também o Livro do Desassossego, de Fernando Pessoa.
Com esta perspectiva introspectiva, Mercier usa várias metáforas e trabalha temas com recursos que induzem o espectador a refletir sobre a vida, aprofundando conceitos de “Quem somos nós”, “Como controlamos a experiência de vida” e “Quão frágil é essa construção”.

## Adaptação cinematográfica
A rodagem da longa-metragem "Nachtzug nach Lissabon", do realizador dinamarquês Bille August, começou em março de 2012 em Berna, e mais tarde na capital portuguesa. O filme conta no elenco com nomes como Jeremy Irons, Charlotte Rampling, Christopher Lee, Mélanie Laurent, Bruno Ganz, Jack Huston, Nicolau Breyner, Adriano Luz, Beatriz Batarda, Filipe Vargas e Joaquim Leitão. É uma coprodução entre Portugal, Alemanha e Suíça.